# Anceis
Anceis o San Juan de Anceis (llamada oficialmente San Xoán de Anceis) es una parroquia y un lugar español del municipio de Cambre, en la provincia de La Coruña, Galicia. 

## Entidades de población
Entidades de población que forman parte de la parroquia:
- A Cabana
- Altamira
- Anceis
- A Rocha
- As Gamelas
- Castrobó
- Mercurin (Mercuín)
- O Drozo
- Os Picardos
- Seoane
- Vilar

## Demografía

### Parroquia
| Gráfica de evolución demográfica de Anceis (parroquia) entre 2000 y 2018 |
|                                                                          |
| Datos según el nomenclátor publicado por el INE.                         |

### Lugar
| Gráfica de evolución demográfica de Anceis (lugar) entre 2000 y 2018 |
|                                                                      |
| Datos según el nomenclátor publicado por el INE.                     |

## Camino de Santiago
Por Anceis transcurre el denominado Camino de Santiago de los Ingleses, una de las rutas del Camino de Santiago.